# Nystalea severina
Nystalea severina är en fjärilsart som beskrevs av William Schaus 1928. Nystalea severina ingår i släktet Nystalea och familjen tandspinnare. Inga underarter finns listade i Catalogue of Life.